# Bruille-Saint-Amand
Bruille-Saint-Amand é uma comuna francesa na região administrativa de Altos da França, no departamento do Norte. Estende-se por uma área de 7.88 km². Em 2010 a comuna tinha 1 687 habitantes (densidade: 214,1 hab./km²).